# Amtsbezirk Freistadt
Der Amtsbezirk Freistadt war eine Verwaltungseinheit im Mühlviertel in Oberösterreich.
Der Amtsbezirk war der Kreisbehörde für den Mühlkreis, die sich in Linz befand, unterstellt und besorgte deren Amtsgeschäfte vor Ort. Die Zuständigkeit erstreckte sich neben Freistadt auf die damaligen Gemeinden Amesreith, Grünbuch, Gutenbrunn, Hiltschen, Hirschbach, Käfermarkt, Kerschbaum, Lasberg, Leopoldschlag, Lichtenau, March, Matzelsdorf, Neumarkt, St. Oswald, Pernau, Rainbach, Rauchenedt, Sandl, Schwandt, Steinböckhof, Summerau, Trosselstorf, Waldburg, Wartberg, Windhaag, Wippl und Zeiss. Damit umfasste er damals eine Stadt, 5 Märkte und 159 Dörfer.